# Attaque (audio)
Pour les articles homonymes, voir Attaque.
En acoustique, l'attaque est le début d’un son, et en particulier d'une note de musique. Elle est liée au concept de clic, bien que différente : toute note de musique a un début, mais pas nécessairement un clic.

## Détection de l'attaque
Les méthodes de détection de l'attaque peuvent opérer dans le domaine temporel, le domaine fréquentiel, le domaine de phase ou le domaine complexe. On y recherche notamment : 
- les augmentations de l'énergie spectrale ;
- les variations de la distribution de l'énergie spectrale (flux spectral) ou de la phase ;
- les variations de la hauteur détectée - en utilisant, par exemple, un algorithme de détection de la hauteur polyphonique ;
- des motifs spectraux reconnaissables par des techniques d'apprentissage automatique, telles que les réseaux de neurones.

Des techniques plus simples, comme la détection d'augmentations de l'amplitude dans le domaine temporel, peuvent entraîner une quantité excessive de faux positifs ou de faux négatifs.
Le but est souvent de juger les attaques de la même manière que le ferait un humain, d'où l'utilisation de stratégies motivées par la psychoacoustique. Parfois, le détecteur d'attaque peut se limiter à un domaine particulier selon l'application envisagée : par exemple, les attaques percussives. Une attention plus ciblée permet une détection plus fiable.

## Recherche
Dans le domaine du traitement du signal, la détection de l'attaque constitue un champ de recherche actif. Un concours annuel a lieu dans le cadre du MIREX (voir ).